# هارولد ويليام
هارولد ويليام (بالإنجليزية: Harold Hale)‏ (27 مارس 1867 في أستراليا - 2 أغسطس 1947 بملبورن في أستراليا) هو لاعب كريكت أسترالي. لعب مع فريق تسمانيا للكريكت ونادي مقاطعة غلوستر للكريكت ‏.

## وصلات خارجية
- هارولد ويليام على موقع إي آس بي آن كريك إنفو (الإنجليزية)